# Micaela Jary
Micaela Jary (* 29. Juli 1956 in Hamburg) ist eine deutsche Schriftstellerin. Sie ist die Tochter des Komponisten Michael Jary.

## Leben
Sie wuchs in Hamburg, München und Lugano auf. In München studierte sie Englisch und Italienisch, absolvierte ein Volontariat bei einer großen deutschen Tageszeitung und arbeitete viele Jahre als Redakteurin, Ressortleiterin und stellvertretende Chefredakteurin für verschiedene Zeitschriften.
Seit 1993 schreibt Micaela Jary Bücher, unter dem Pseudonym Gabriela Galvani schrieb sie erfolgreich historische Romane, darunter Die Seidenhändlerin im Aufbau-Verlag, der Roman, der 2009 den 2. Platz beim DeLiA-Literaturpreis belegte. 2018 erschien ihre erste Romanbiografie Mademoiselle Coco und der Duft der Liebe unter dem Pseudonym Michelle Marly. Sie wohnte viele Jahre in Paris und lebt heute in München und Berlin. Sie ist verheiratet und hat eine erwachsene Tochter.
Sie ist ordentliches Mitglied der GEMA und der Autorengruppe deutschsprachige Kriminalliteratur – Das Syndikat sowie der Vereinigung deutscher Liebesroman-Autoren DeLiA und dem Autorenkreis HOMER. 2011 bis 2012 war sie Jury-Mitglied für den DeLiA-Literaturpreis, 2012 gehörte sie der Jury für den Putlitzer Preis an und 2013 der Jury für das Genre historischer Kriminalroman für den HOMER Literaturpreis.
In den 2020er Jahren schrieb sie unter dem Pseudonym Micaela A. Gabriel die Parlamentarierinnen-Reihe, die beim Rowohlt Verlag erschien. In den drei Bänden in Form eines historischen Romans geht es um das Leben der ersten Frauen im deutschen Reichstag.

## Werke
- Das Kino am Jungfernstieg – Der Filmpalast. München 2021, ISBN 978-3-442-48847-6
- Das Kino am Jungfernstieg. Goldmann, München 2019, ISBN 978-3-442-48848-3
- Madame Piaf und das Lied der Liebe. Aufbau Taschenbuch, Berlin 2019, ISBN 978-3-7466-3481-4
- Der Gutshof im Alten Land. Goldmann, München 2018, ISBN 978-3-442-48596-3.
- Sterne über der Alster. Piper, München 2015, ISBN 978-3-492-30697-3.
- Das Haus am Alsterufer. TB Goldmann, München 2014, ISBN 978-3-442-48028-9.
- Das Bild der Erinnerung. Club Bertelsmann, Rheda 2013. (Goldmann, München 2013, ISBN 978-3-442-47885-9)
- Die Bucht des blauen Feuers. TB Goldmann, München 2012, ISBN 978-3-442-47714-2.
- Sehnsucht nach Sansibar. Historischer Roman. Goldmann, München 2012, ISBN 978-3-442-47666-4.
- Ein Kapitel im Gemeinschaftswerk Autorenkreis Historischer Roman Quo Vadis: Das dritte Schwert. Aufbau, Berlin 2008, ISBN 978-3-7466-2403-7.
- Die geheime Königin. Historischer Roman. Aufbau, Berlin 2007, ISBN 978-3-7466-2292-7.
- Bleib bei uns, Salima. Kinderbuch. Schneider, München 1993, ISBN 3-505-04901-8.
- Charleston & Vincent van Gogh. Historischer Roman. Ullstein, München 2001, ISBN 3-548-24976-0.
- Die Figuren des Goldmachers. Historischer Roman. Bastei Lübbe, Bergisch Gladbach 1998, ISBN 3-404-12676-9.
- „Ich weiß, es wird einmal ein Wunder gescheh'n.“ Das Leben der Zarah Leander. Aufbau, Berlin 2001, ISBN 3-7466-1751-0.
- Die Pastellkönigin. Historischer Roman. Droemer, München 2005, ISBN 3-426-19670-0.
- Traumfabriken „Made in Germany“. Die Geschichte des deutschen Nachkriegsfilms 1945–1960. Edition Q, Berlin 1993, ISBN 3-86124-235-4.